# Alfonso Rueda
Alfonso Rueda Valanzuela (Pontevedra, 8 luglio 1968) è un politico spagnolo, Presidente della Giunta della Galizia dal 2022.

## Biografia
Figlio di José Antonio Rueda Crespo, politico del Partito Popolare (PP), e di Lola de Valenzuela López-Montenegro, nasce a Pontevedra nel 1968. Inizia la carriera politica nelle Novas Xeracións, organizzazione giovanile del Partito Popolare della Galizia (PPdeG), e nel 1993 viene eletto presidente dell'organizzazione per la comarca di Pontevedra. Fra il 2000 e il 2005 ricopre gli incarichi di capo di gabinetto del Consigliere regionale per la Giustizia Xesús Palmou e di direttore generale dell'Amministrazione Locale per la Giunta della Galizia.
Nel 2006 viene nominato segretario generale del PPdeG, mentre alle elezioni regionali del 2009 viene eletto come deputato per la comarca di Pontevedra. Viene designato come Consigliere alla Presidenza, all'Amminsitrazione Pubblica e alla Giustizia nella VIII legislatura, incarico rinnovato per le successive tre legislature. Dal 2012 ricopre anche l'incarico di Primo vicepresidente della Giunta della Galizia (insieme a Francisco Conde). Nel 2020 ha invece assunto l'incarico di Consigliere alla Presidenza, alla Gisutizia e al Turismo.
Con l'elezione di Alberto Núñez Feijóo a presidente del PP a livello nazionale questi rinuncia alla presidenza della Xunta, nonché alla presidenza dell PPdeG. Il 12 maggio 2022 Rueda viene investito come Presidente della Xunta, entrando in carica il 14 maggio successivo. Il 22 maggio viene eletto presidente del PPdeG con il 97,2 % dei voti. Il 18 febbraio 2024 vince le elezioni regionali, perdendo due seggi ma ottenendo comunque la quinta maggioranza assoluta consecutiva del PPdeG nel Parlamento della Galizia.